# هنري بينيت (سياسي)
هنري بينيت (بالإنجليزية: Henry Bennett)‏ هو محامي وسياسي أمريكي، ولد في 29 سبتمبر 1808 في نيو ليسبون في الولايات المتحدة، وتوفي في 10 مايو 1868 في نيو برلين في الولايات المتحدة. حزبياً، نشط في حزب اليمين والحزب الجمهوري. وقد انتخب عضو مجلس النواب الأمريكي.